# Hans-Molfenter-Preis
Der Hans-Molfenter-Preis ist ein Kunstpreis der Landeshauptstadt Stuttgart, der mit 16.000 Euro dotiert ist. Er wird an Künstler verliehen, die mit „Südwestdeutschland verbunden sind und durch ein herausragendes künstlerisches Werk Anerkennung erfahren haben“.
Seit 1983 vergibt eine Jury alle zwei Jahre – seit 1995 alle drei Jahre – den Preis, der aus dem Nachlass des Stuttgarter Malers Hans Molfenter (1884–1979) finanziert wird. Verbunden mit der Preisverleihung ist eine Ausstellung im Kunstmuseum Stuttgart.

## Preisträger
- 1983: Ben Willikens
- 1985: Hans Schreiner
- 1987: K.R.H. Sonderborg
- 1989: Horst Antes
- 1991: Anton Stankowski
- 1993: Günter Behnisch
- 1995: Walter Stöhrer
- 1998: Dieter Krieg
- 2005: Rebecca Horn
- 2008: Joan Jonas
- 2011: Georg Winter
- 2016: Tino Sehgal
- 2019: Katrin Ströbel